# Sali Berisha
Sali Ram Berisha (Tropojë, 15 de outubro de 1944) é um médico e político da albanês. Foi primeiro-ministro da Albânia entre 2005 e 2013. Também foi o presidente do país entre 1992 e 1997. Graduou-se em medicina na Universidade de Tirana em 1967, concluindo pós-graduação em Paris. Publicou vários artigos científicos sobre cardiologia.

## Carreira política

### Primeiros anos
Sua carreira política começou bem antes da queda do Muro de Berlim. Em 1990 apoiou um movimento de estudantes contra o antigo regime comunista albanês. Foi eleito líder do Partido Democrático da Albânia em na eleição parlamentar de 1991 e presidente da República na eleição presidencial de 1992.

### Primeiro-ministro
Berisha elegeu-se primeiro-ministro na eleição parlamentar de 2005 e reelegeu-se para um segundo mandato consecutivo na eleição parlamentar de 2009, porém em ambos os casos sem contar com uma maioria absoluta. Em seus mandatos, buscou captar investimentos estrangeiros, melhorar a economia do país e implementar políticas de caráter mais democrático e liberal. Entretanto, apesar de algumas reformas implementadas, sua administração ficou marcada por casos de corrupção e abuso de poder.

## Controvérsias
Uma figura pública profundamente controversa na política albanesa, seus defensores aclamam-no como uma figura histórica que derrubou o regime comunista ditatorial do país e estabeleceu os pilares da democracia albanesa. Já seus críticos acusam-no de ter praticado um estilo autoritário de liderança, particularmente durante seu mandato presidencial na década de 1990, que culminou na Revolta da Albânia em 1997.

Em 19 de maio de 2021, Berisha, sua esposa e seus 2 filhos foram punidos pelo Departamento de Estado dos EUA e impedidos de ingressarem no país após serem acusados de "envolvimento em corrupção significativa". Berisha negou veementemente as acusações.